# Beto Betuncal
Norberto Bercique Gomes Betuncal (Lisboa, Portugal, 31 de enero de 1998), conocido como Beto, es un futbolista bisauguineano. Juega de delantero y su equipo es el Everton F. C. de la Premier League de Inglaterra.

## Trayectoria

### Inicios
Nacido en Lisboa de familia bisauguineana, comenzó su carrera en el amateur União Tires de la Asociación de Fútbol de Lisboa. En 2018 fichó por el Olímpico Montijo del Campeonato de Portugal. Jugó una temporada y fue el segundo goleador de la temporada con 21 goles.

### Portimonense
El 3 de junio de 2019 fichó por el Portimonense S. C. de la Primeira Liga. Debutó el 9 de agosto en el empate sin goles ante el Belenenses SAD.

### Udinese
Fue enviado a préstamo con obligación de compra al Udinese Calcio en 2021. En su primer año consiguió once tantos en la Serie A.
En la temporada 2022-23 anotó cinco goles en sus primeros ocho encuentros. Fue el máximo goleador del equipo y en agosto de 2023 fue traspasado al Everton F. C.

## Selección nacional
El 11 de octubre de 2024 hizo su debut con la selección de Guinea-Bisáu en un partido de clasificación para la Copa Africana de Naciones de 2025 ante Malí que perdieron por uno a cero.

## Clubes
| Club                    | País       | Año           |
| ----------------------- | ---------- | ------------- |
| União Tires             | Portugal   | 2015-2018     |
| Olímpico Montijo        | Portugal   | 2018-2019     |
| Portimonense S. C.      | Portugal   | 2019-2022     |
| Udinese Calcio (cedido) | Italia     | 2021-2022     |
| Udinese Calcio          | Italia     | 2022-2023     |
| Everton F. C.           | Inglaterra | 2023-presente |